# NGC 1137
NGC 1137 is een spiraalvormig sterrenstelsel in het sterrenbeeld Walvis. Het hemelobject werd op 17 oktober 1885 ontdekt door de Amerikaanse astronoom Lewis A. Swift.

## Synoniemen
- PGC 10942
- UGC 2374
- MCG 0-8-43
- ZWG 389.42
- IRAS02514+0245